# Empoasca distracta
Empoasca distracta är en insektsart som beskrevs av Delong och Caldwell 1934. Empoasca distracta ingår i släktet Empoasca och familjen dvärgstritar. Inga underarter finns listade i Catalogue of Life.